# Mas del Plata

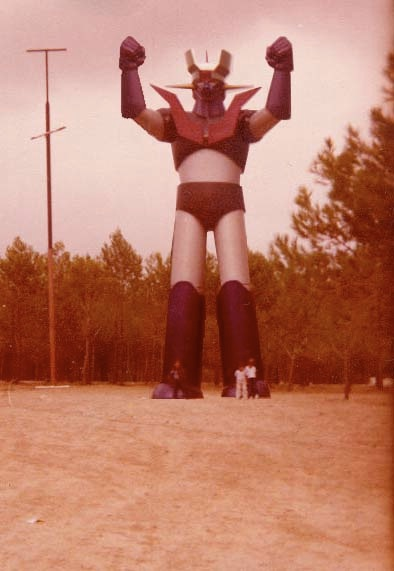
El Mazinger de Mas del Plata a la dècada del 1980

Mas del Plata és una entitat de població del municipi de Cabra del Camp, Alt Camp. L'any 2005 tenia 403 habitants.
Es troba a tocar de Can Rui, a l'est del nucli urbà de Cabra, tot i que la serra Voltorera, que separa ambdós nuclis, fa més propers els nuclis del Pla de Santa Maria o del Pont d'Armentera que no pas el de Cabra.
A la urbanització, a què s'accedeix des de la carretera C-37, hi ha una estàtua d'uns 10 m d'alçada del robot Mazinger Z.